# Pritha beijingensis
Pritha beijingensis är en spindelart som beskrevs av Song 1986. Pritha beijingensis ingår i släktet Pritha och familjen Filistatidae. Inga underarter finns listade i Catalogue of Life.